# Динката
Ди́нката (болг. Динката) — село в Пазарджицькій області Болгарії. Входить до складу общини Лесичово.

## Населення
За даними перепису населення 2011 року у селі проживали 1164 особи.
Національний склад населення села:
| Національність   | Кількість осіб | Відсоток |
| ---------------- | -------------- | -------- |
| болгари          | 668            | 64,0%    |
| цигани           | 360            | 34,5%    |
| не визначились   | 12             | 1,1%     |
| Всього відповіли | 1044           |          |

Розподіл населення за віком у 2011 році:
Динаміка населення: